# Land of Look Behind
Pour plus de détails, voir Fiche technique et Distribution.
Land of Look Behind est un film documentaire américain sur la Jamaïque d'Alan Greenberg, sorti en 1982.
Tourné en mai et juin 1981, c'est le premier film du réalisateur. La photographie du film est de Jörg Schmidt-Reitwein, un associé de Werner Herzog. La partition musicale est de K. (Kerry) Leimer.

## Liminaire
Dans sa jeunesse, Alan Greenberg visite la Jamaïque et devient ami de Bob Marley. Après la mort de cet artiste, la famille lui demande de réaliser un film sur leur parent. C'est ainsi qu'en 1981, Greenberg réalise Land of Look Behind, qui, outre des images de l'enterrement de Bob Marley, en montre d'autres de la capitale, Kingston et de la Jamaïque profonde. Le film, en se concentrant sur le mouvement rastafari et la culture reggae, est finalement plus un portrait fantaisiste de la Jamaïque de la fin des années 1980 qu'un film sur Bob Marley.

## Synopsis
Le film commence avec des images du pays Cockpit, la région intérieure sauvage de la Jamaïque et se termine par des séquences de l'enterrement de Bob Marley, musicien de reggae. Plusieurs rastafariens sont interrogés et alors que les artistes musiciens Gregory Isaacs et Mutabaruka sont présents. Père Amde Hamilton, du groupe Watts Prophets, prend la parole pendant le service funèbre.

## Fiche technique
- Titre : Land of Look Behind
- Réalisation : Alan Greenberg
- Producteur : Alan Greenberg
- Cinématographie : Jörg Schmidt-Reitwein
- Distribution : Solo Man, Subversive Cinema
- Dates de sortie : 26 décembre 1982
- Durée : 90 minutes
- Pays :  États-Unis
- Langue : anglais

## Distribution
- Bob Marley
- Louie Lepke
- Mutabaruka
- Gregory Isaacs

## Distinctions
Land of Look Behind a remporté le prix Gold Hugo du Festival international du film de Chicago.

## Sortie en DVD
En 2007, le film sort en DVD, complété par des interviews et des commentaires d'Alan Greenberg et de Werner Herzog. Ce dernier y dit que « This film achieves things never seen before in the history of cinema » (« Ce film montre des choses jamais vues auparavant dans l'histoire du cinéma »). Le réalisateur américain Jim Jarmusch écrit dans les notes sur la pochette du DVD que Land of Look Behind est « striking...beautiful...near-perfect » (« saisissant... beau... presque parfait »).